# サッジャド・アヌーシラバニ
サッジャド・アヌーシラバニ・ハムラバード（ペルシア語:  سجاد انوشیروانی、ラテン表記:Sajjad Anoushiravani、1984年5月12日 - ）は、イランのアルダビール出身の男子重量挙げ選手。2012年ロンドンオリンピックの105キロ超級重量挙げ競技で銀メダルを獲得した。

## 統計

### 体のサイズ
（2012年ロンドンオリンピック）
- 身長1.92 m
- 体重152 kg